# 大野果奈
大野 果奈（おおの かな、1992年6月30日 - ）は、日本の元女子バレーボール選手。

## 来歴
青森県三沢市出身。友達に誘われて小学2年からバレーボールを始める。
2008年、全国屈指の強豪高校である宮城県古川学園高校（旧古川商業高等学校）に進学した。翌年の2009年1月、2010年1月（2年生）、岡崎典生監督のもと、双子の妹である大野果歩（大野ツインズ）、キャプテンの佐々木美麗、中学バレーボール全国制覇のアタッカー・山田美花らと共に、「みちのくスター軍団」として春高バレーの決勝に進出したが、岡崎監督の日本体育大学時代の同級生である相原昇監督が率いる東九州龍谷高等学校に敗れ、準優勝となった。以後、東九州龍谷は春高バレーで史上初の5連覇を達成する。
同年の2010年10月(3年生)、1月の春高バレーのときと同じメンバーでインターハイで優勝し、更に同年の10月、国体優勝、春高バレーでも優勝した。春高バレーの決勝で東九州龍谷に敗れたため惜しくも高校三冠王を逃した。
2011年1月、V・プレミアリーグのNECレッドロケッツの内定選手となった。2012-13シーズンにスタメン出場が多くなり、レギュラーラウンド1位、第62回黒鷲旗バレーボール大会準優勝とチームの躍進に貢献した。
2013年4月、全日本女子メンバーに初選出された。
2014年、モントルーバレーマスターズにて全日本代表デビューを果たした。同年のワールドグランプリにも代表メンバーに選出され、決勝ラウンド第2戦の対トルコ戦ではスターティングメンバーに起用され、11得点を挙げるなど活躍、日本のワールドグランプリ準優勝の立役者のひとりとなった。
2015年2月26日、日本バレーボール協会は大野のドーピング違反を発表し、2か月の出場停止処分とした。原因は医師に処方された喘息治療薬のホクナリンによる。
2017年、再び全日本メンバーに選出されたが、肘の状態が思わしくないため、手術を決断。
2019年、2018-19シーズン終了をもって現役を引退した。

## エピソード
小中高と共にバレーボールキャリアを歩んだ大野果歩（元東レアローズ）とは双子の姉妹である。

## 球歴
- 全日本代表 - 2013-2015年、2017年
  - 世界選手権 - 2014年
  - ワールドグランプリ - 2014年

## 所属チーム
- 淋代VBC
- 市立三沢ニ中
- 古川学園高校（2008-2011年）
- NECレッドロケッツ（2011-2019年）

## 個人成績
Vプレミアリーグレギュラーラウンドにおける個人成績は下記の通り。
| シーズン | 所属 | 出場 | 出場   | アタック | アタック | アタック | アタック | ブロック | ブロック | サーブ | サーブ | サーブ | サーブ | レセプション | レセプション | 総得点 | 備考 |
| -------- | ---- | ---- | ------ | -------- | -------- | -------- | -------- | -------- | -------- | ------ | ------ | ------ | ------ | ------------ | ------------ | ------ | ---- |
| シーズン | 所属 | 試合 | セット | 打数     | 得点     | 決定率   | 効果率   | 決定     | /set     | 打数   | エース | 得点率 | 効果率 | 受数         | 成功率       | 総得点 | 備考 |
| 2011/12  | NEC  | 13   | 3      | 13       | 2        | 15.4%    | %        | 0        | 0.00     | 6      | 1      | 16.7%  | 20.8%  | 0            | 0.0%         | 3      |      |
| 2012/13  | NEC  | 28   | 89     | 327      | 130      | 39.8%    | %        | 23       | 0.26     | 280    | 5      | 1.79%  | 7.7%   | 17           | 76.5%        | 158    |      |
| 2013/14  | NEC  | 28   | 101    | 459      | 158      | 34.4%    | %        | 42       | 0.42     | 345    | 15     | 4.35%  | 12.9%  | 16           | 68.8%        | 215    |      |
| 2014/15  | NEC  | 7    | 27     | 121      | 44       | 36.4%    | %        | 7        | 0.26     | 78     | 2      | 2.56%  | 9.9%   | 2            | 100.0%       | 53     |      |
| 2015/16  | NEC  | 21   | 78     | 349      | 124      | 35.5%    | %        | 25       | 0.32     | 218    | 10     | 4.59%  | 15.1%  | 24           | 50.0%        | 159    |      |
| 2016/17  | NEC  | 21   | 75     | 367      | 149      | 40.6%    | %        | 27       | 0.36     | 243    | 18     | %      | 12.7%  | 28           | 75.0%        | 194    |      |
| 2017/18  | NEC  | 21   | 76     | 290      | 127      | 43.8%    | %        | 31       | 0.41     | 289    | 16     | %      | 12.0%  | 15           | 40.0%        | 174    |      |
| 2018/19  | NEC  |      |        |          |          | %        | %        |          |          |        |        | %      | %      |              | %            |        |      |